# استفاده تجاری از فضا

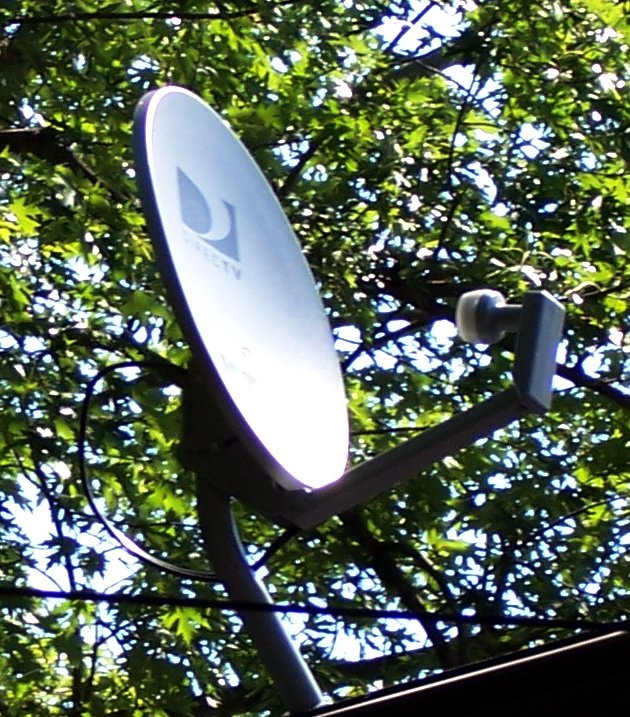
دیش ماهواره DIRECTV روی پشت بام

استفاده تجاری از فضا، ارائه کالا یا خدمات دارای ارزش تجاری بوسیله استفاده از تجهیزات ارسال شده به مدار زمین یا ماورای جو است. این پدیده یا به اصلاح اقتصاد فضایی (یا اقتصاد فضایی جدید)، فرآیند نوآوری میان حوزه‌ای را برای ترکیب پیشرفته‌ترین فناوری‌های فضایی و دیجیتال، تسریع می‌کند تا بدین وسیله مجموعه‌ای گسترده از خدمات مبتنی بر فضا را ایجاد کند. نمونه هایی از استفاده تجاری از فضا عبارتند از ناوبری ماهواره‌ای ، تلویزیون ماهواره‌ای و تصویربرداری ماهواره‌ای تجاری. اپراتورهای چنین خدماتی معمولاً ساخت ماهواره‌ها و پرتاب آنها را به شرکت‌های خصوصی یا دولتی که بخشی جدایی ناپذیر از اقتصاد فضایی هستند،واگذار می‌کنند.. برخی از سرمایه گذاری‌های تجاری برنامه‌های بلندمدتی برای بهره‌برداری از منابع طبیعی خارج از زمین دارند، به عنوان مثال استخراج سیارک. گردشگری فضایی که در حال حاضر فعالیتی استثنایی است، می‌تواند زمینه‌ای برای رشد در آینده باشد، زیرا کسب‌وکارهای جدید در تلاش برای کاهش هزینه‌ها و خطرات پروازهای فضایی انسانی هستند.